# Saligprisningarna
Saligprisningarna är en välkänd del av Jesu undervisning som återfinns i bergspredikan (Matteusevangeliet) och slättpredikan  (Lukasevangeliet) i Nya Testamentet. Lydelsen är enligt Matteusevangeliet 5:3–12, i 1917 års Bibelöversättning:

Saliga äro de som äro fattiga i anden, ty dem hör himmelriket till.
Saliga äro de som sörja, ty de skola bliva tröstade.
Saliga äro de saktmodiga, ty de skola besitta jorden.
Saliga äro de som hungra och törsta efter rättfärdighet, ty de skola bliva mättade.
Saliga äro de barmhärtiga, ty dem skall vederfaras barmhärtighet.
Saliga äro de renhjärtade, ty de skola se Gud.
Saliga äro de fridsamma, ty de skola kallas Guds barn.
Saliga äro de som lida förföljelse för rättfärdighets skull, ty dem hör himmelriket till.
Jesus förklarar att de som världen inte ser som lyckliga eller välsignade, verkligen är det ur hans perspektiv. I och med att Guds rike och frälsningen genom Jesus tillhör dem redan nu kan dessa personer vara saliga mitt i sin fattigdom, sorg, svält och törst. Dessutom utlovas en kommande lön. Saligprisningarna visar också på olika egenskaper hos dem som följer Jesus. Vid en synoptisk jämförelse framträder de olika evangelisternas respektive tendenser tydligt. Matteus-versionen är påtagligt mer "andlig" i det att den lyfter upp dem som är "fattiga i anden", medan Lukas-versionen inget nämner om att det skulle röra sig om någon annan fattigdom än materiell sådan. 

## Salighet
Uttrycket "den eviga saligheten" är liktydigt med himmelen och "saliga" kallas de som man tror delar den fulländade gudsgemenskapen. Luther användes ordet salig och saliggöra i vid bemärkelse om allt det som kommer människan till del genom Kristi verk. Den katolska tesen att man med nådens hjälp måste göra goda gärningar för att bli salig motsägs av Luther, som hävdar att "man måste vara salig för att kunna göra goda gärningar", det vill säga handla utan bitanke på egen vinning.
Ordet salig användes förr allmänt när man omnämnde en avliden: min salig far, på salig prostens tid etc.